# Sami Mohamed Wafa
Sami Mohamed Wafa (Arabia Saudita; 1950) es un exfutbolista de Catar nacido en Arabia Saudita que jugaba en la posición de guardameta.

## Carrera

### Club
Jugó toda su carrera con el Al Sadd SC de 1969 a 1988, con el que fue campeón nacional en siete ocasiones y ganó 13 copas de fútbol.

### Selección nacional
Jugó para Catar en 75 ocasiones entre 1973 y 1986 y participó en la Copa Asiática 1984.

## Vida personal
Su hija Nada Wafa es una nadadora que representó a Catar en los Juegos Olímpicos de Londres 2012.

## Logros
- Liga de fútbol de Catar: 7

1971–72, 1973–74, 1978–79, 1979–80, 1980–81, 1986–87, 1987–88
- Copa del Emir de Catar: 6

1974–75, 1977–78, 1981–82, 1984–85, 1985–86, 1987–88
- Copa del Jeque Jassem: 7

1977, 1978, 1979, 1981, 1985, 1986, 1988